# 13 (영화)
13(13 Beloved)은 태국에서 제작된 추키아트 사크위라쿨 감독의 2006년 스릴러 영화이다. 크리사다 테렌스 등이 주연으로 출연하였고 수칸야 봉스타팟 등이 제작에 참여하였다.

## 출연

### 주연
- 크리사다 테렌스
- 아치타 우디노운스라싯
- 사루뉴 웡크라창
- 나타퐁 아런네이트
- 알렉산더 렌델
- 아치타 시카마나
- 펜팍 시리쿨